# لويس هيلير
لويس هيلير هو ملحن بلجيكي، ولد في يوليو 1868 في لياج في بلجيكا، وتوفي في 1960 في باريس في فرنسا.

## وصلات خارجية
- لويس هيلير على موقع ميوزك برينز (الإنجليزية)
- لويس هيلير على موقع ديسكوغز (الإنجليزية)